# Doopsgezinde kerk (Eindhoven)
De Doopsgezinde kerk van Eindhoven is een kerkgebouw aan de Jan Luikenstraat in de Schrijversbuurt van het Eindhovense stadsdeel Gestel.
De Doopsgezinde Gemeente in Eindhoven werd in 1936 opgericht. Ze komt voort uit de Doopsgezinde Kring aldaar, die op 10 oktober 1928 in het leven werd geroepen en de doopsgezinden in de omgeving van Eindhoven ook formeel bij elkaar bracht. Aanvankelijk werden de diensten gehouden in het hervormde verenigingsgebouw 'De Opbouw' achter de Tenhagestraatkerk. Ook de remonstranten kerkten daar.
Het kerkje aan de Jan Luikenstraat werd in 1952 in gebruik genomen. Het werd ontworpen door A. Siebers en W. van Dael. Het is een sober gebouwtje onder geknikt zadeldak, met een enigszins monumentale ingangsdeur waarboven zich een rond venster bevindt. Een toren ontbreekt. Het gebouwtje oogt als een schuurkerk. In 1991 werden nog enkele dienstruimten toegevoegd.
In 2016 heeft de Doopsgezinde Gemeente het kerkje verkocht, ze maakt sindsdien gebruik van het kerkruimte van de remonstranten aan de Dommelhoefstraat te Eindhoven. Het kerkgebouw aan de Jan Luikenstraat werd verbouwd tot twee wooneenheden voor particuliere bewoning.